# 小杉の大杉

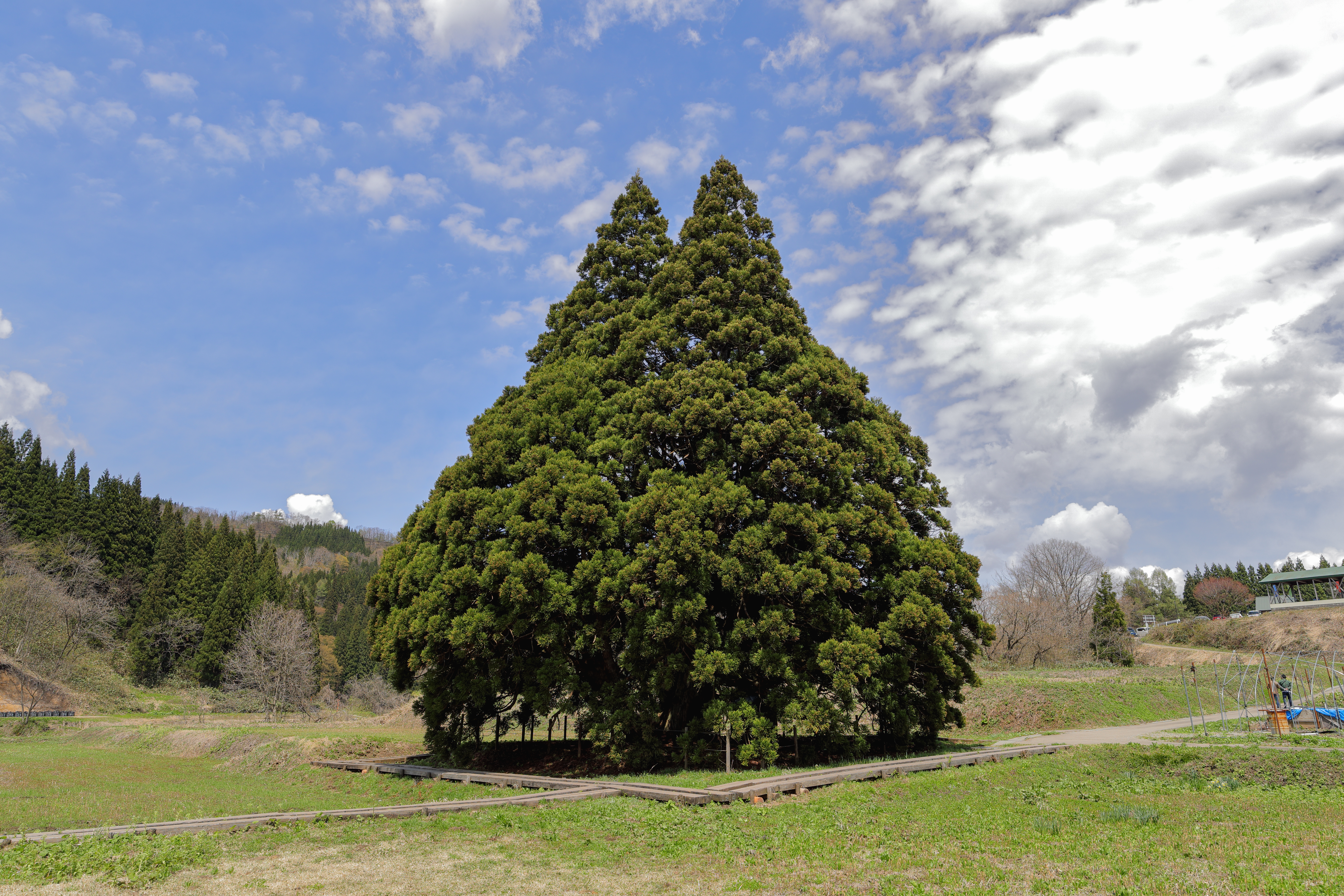
小杉の大杉

小杉の大杉（こすぎのおおすぎ）は、山形県最上郡鮭川村曲川にある杉の木である。「曲川の大杉」「夫婦杉」「縁結びの杉」とも呼ばれる。鮭川村の指定文化財、天然記念物に指定されている。

## 概要

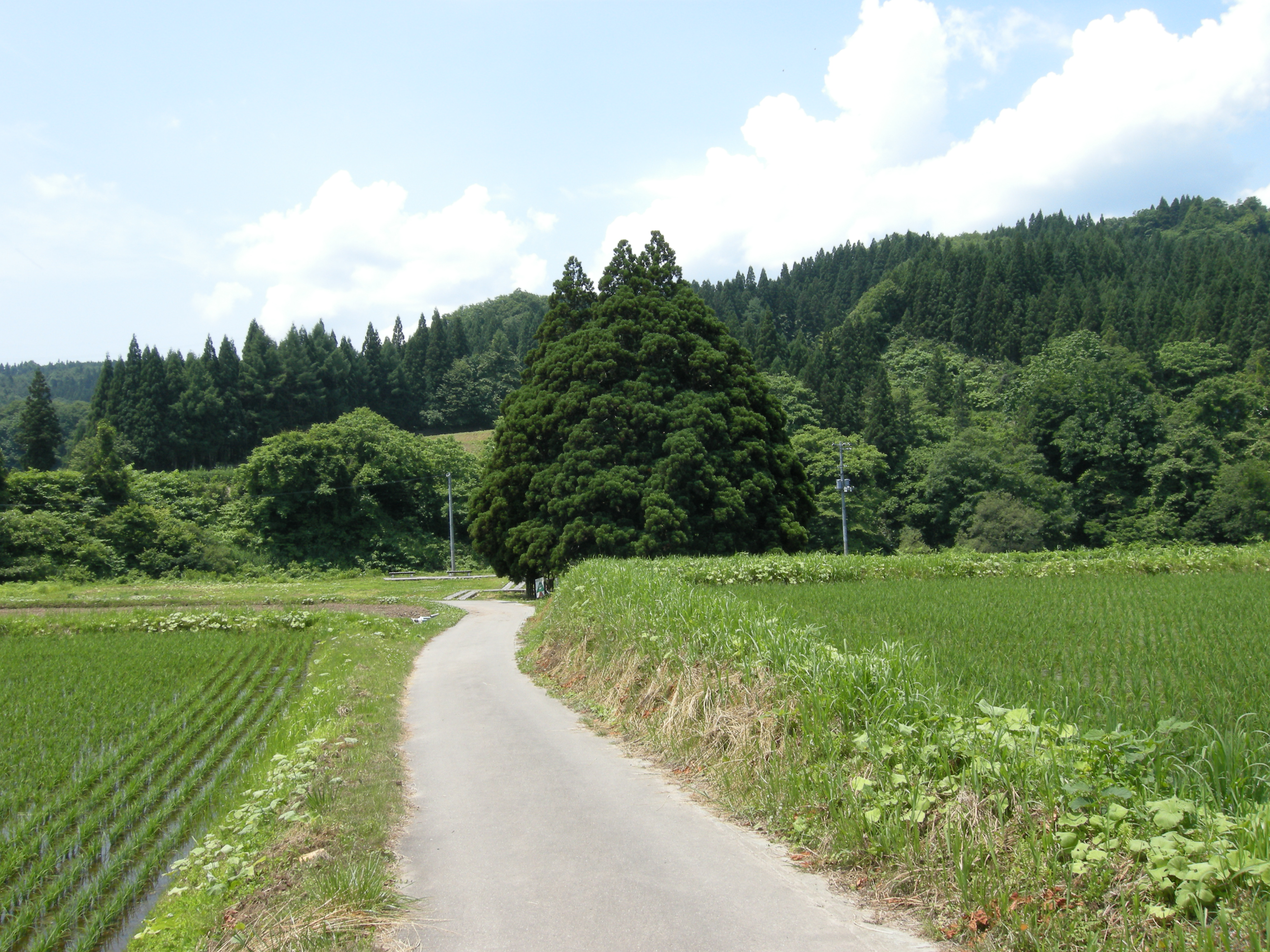
小杉の大杉

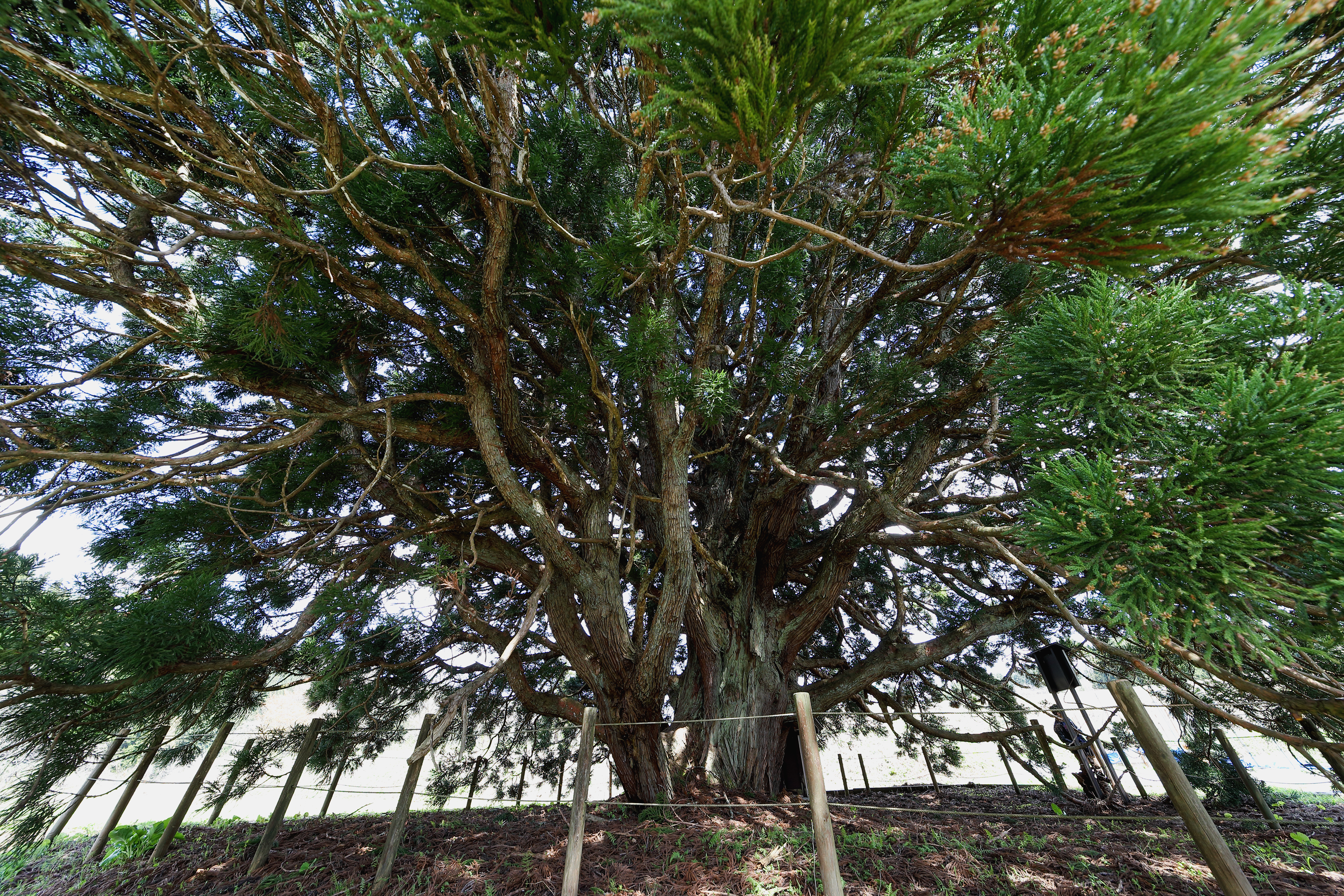

樹種は最上峡の天然杉と同種で、神代杉とも呼ばれる。推定樹齢は700年から800年以上、樹高は約20メートル、根回りは6.3メートル、枝張りは17メートル。根元には山神が祀られている。
アニメ映画『となりのトトロ』のキャラクター・トトロに似ている樹形から、「トトロの木」とも呼ばれる。
その昔、新庄の殿様が鹿狩りの最中に猛吹雪に襲われ、この木の下で風雪を避けたという伝説がある。

## 所在地・アクセス
- 山形県最上郡鮭川村曲川108-5[1]
- JR奥羽本線新庄駅より車で約30分、なお、冬季は駐車場から杉の木までの除雪はない[2]。